# Nhá Chica
Francisca Paula de Jesús, conocida popularmente como Nhá Chica, nació en 1808 (o 1810) en la aldea de Santo Antônio do Rio das Mortes Pequeno, uno de los cinco distritos de São João del-Rei, un municipio del estado brasileño de Minas Gerais, donde también fue bautizada. Poco después su familia se trasladó a la ciudad de Baependi en el sur de este estado, donde vivió hasta 14 de junio de 1895, la fecha de su muerte.
Es considerada por muchos católicos como una santa popular y el proceso de beatificación y canonización ya está en marcha en la Santa Sede.

## Biografía
Hija y nieta de esclavos, Francisca Paula de Jesús se quedó huérfana a los diez años. Mujer humilde, era ferviente devota de Nuestra Señora de la Concepción y, a petición de su madre, pasó toda su vida dedicándose a la práctica de la caridad. Laica extraordinaria, aún en vida se la llamaba «la madre de los pobres», respetada por todos los que la buscaban, de los más humildes a los hombres más poderosos del Imperio. Durante 30 años, ha reunido donaciones para construir la capilla de Nossa Senhora da Conceição, donde hoy es el Santuario de la Inmaculada Concepción, en la ciudad de Baependi.

## Canonización
Mujer fervorosa, Nhá Chica llegó a ser considerada como una santa en vida. En 1991 recibe el título de Sierva de Dios, publicada por la Congregación para las Causas de los Santos de la Curia Romana, por el reconocimiento en la mediación para obtener milagros. Desde el año 2007, está abierto el proceso de beatificación, una de las etapas hasta que se conceda la santidad. La gracia atribuida se refiere a la maestra Ana Lucía Meirelles Leite, de Caxambu, quien dice que se curó en 1995 de una cardiopatía congénita y sin necesidad de intervención quirúrgica. La iglesia ha registrado 20.000 gracias alcanzadas a través de la intercesión de Nhá Chica. En 2010, sus devotos celebran 200 años del bautismo de la mujer que puede convertirse en la primera santa nacida en Brasil.
Fue beatificada el 4 de mayo de 2013, en Baependi, en una ceremonia presidida por el prefecto de la Congregación para las Causas de los Santos, el cardenal Angelo Amato, el representante de la Santa Sede que anunció la fecha de 14 de junio, como memoria  litúrgica de Nhá Chica. Ella se convirtió en la primera laica y negra brasileña declarada beata por la Iglesia católica.